# Liste der Kulturdenkmale in Staufen im Breisgau

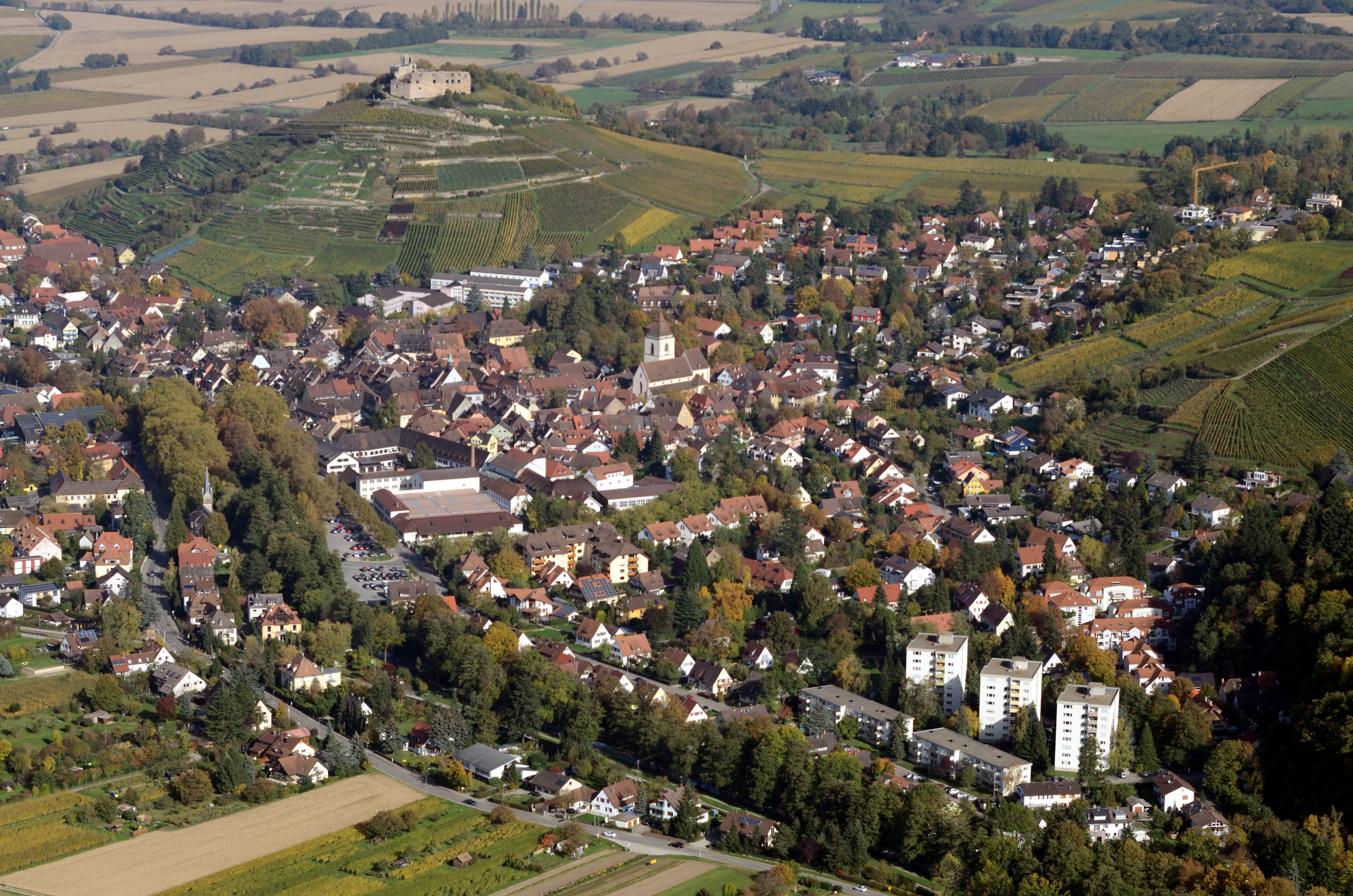

In der Liste der Kulturdenkmale in Staufen im Breisgau sind Bau- und Kunstdenkmale der Stadt Staufen im Breisgau verzeichnet, die im „Verzeichnis der unbeweglichen Bau- und Kunstdenkmale und der zu prüfenden Objekte“ des Landesamts für Denkmalpflege Baden-Württemberg verzeichnet sind. Dieses Verzeichnis ist nicht öffentlich und kann nur bei „berechtigtem Interesse“ eingesehen werden. Die folgende Liste ist daher nicht vollständig.

## Allgemein
- Bild: Zeigt ein ausgewähltes Bild aus Commons, „Weitere Bilder“ verweist auf die Bilder im Medienarchiv Wikimedia Commons.
- Bezeichnung: Nennt den Namen, die Bezeichnung oder die Art des Kulturdenkmals.
- Lage: Straßenname und Hausnummer oder Flurstücknummer des Kulturdenkmals, gegebenenfalls auch den Ortsteil. Die Grundsortierung der Liste erfolgt nach dieser Adresse. Der Link (Karte) führt zu verschiedenen Kartendiensten mit der Position des Kulturdenkmals. Fehlt dieser Link, wurden die Koordinaten noch nicht eingetragen. Sind diese bekannt, können sie über ein Tool mit einer Kartenansicht einfach nachgetragen werden. In dieser Kartenansicht sind Kulturdenkmale ohne Koordinaten mit einem roten bzw. orangen Marker dargestellt und können durch Verschieben auf die richtige Position in der Karte mit Koordinaten versehen werden. Kulturdenkmale ohne Bild sind an einem blauen bzw. roten Marker erkennbar.
- Datierung: Baubeginn, Fertigstellung, Datum der Erstnennung oder grobe zeitliche Einordnung entsprechend des Eintrags in der zuständigen Denkmaldatenbank (Landesamt für Denkmalpflege Baden-Württemberg).
- Beschreibung: Kurzcharakteristik des Kulturdenkmals.

## Kulturdenkmale der Stadt Staufen
| Bild           | Bezeichnung                                              | Lage                                     | Datierung             | Beschreibung       | ID |
| -------------- | -------------------------------------------------------- | ---------------------------------------- | --------------------- | ------------------ | -- |
| Weitere Bilder | Burg Staufen                                             | Staufen (Karte)                          | 1100                  | Burgruine          |    |
| Weitere Bilder | Alemannenbad                                             | Albert-Hugard-Straße 30 (Karte)          | 1937                  | Schwimmbad         |    |
|                | Friedhof                                                 | Altenbergstraße 19 (Karte)               | 2. Hälfte des 19. Jh. | Friedhof           | BW |
|                | Annahof, Ehem. Brauerei Rieger                           | Auf dem Rempart 7 (Karte)                | 1. Hälfte des 19. Jh. | Brauerei           | BW |
|                | Lilienhofschule                                          | Auf dem Rempart 8 (Karte)                | 1953-1954             | Schule             | BW |
|                | St.-Joseph-Kapelle                                       | Bötzenstraße 39 (Karte)                  | 1760                  | Kapelle            | BW |
| Weitere Bilder | St.-Gotthard-Hof, St.-Gotthard-Kapelle                   | Bötzenstraße 67, 69 (Karte)              | 1733                  | Kapelle            |    |
| Weitere Bilder | Kath. Pfarrkirche St. Agatha                             | Dorfstraße 10 (Karte)                    |                       | Kirche             |    |
|                | Ehem. Rathaus, heute Ortsverwaltung                      | Dorfstraße 32 (Karte)                    | 1848                  | Rathaus            | BW |
|                | Dreiseithof                                              | Dorfstraße 44 (Karte)                    | 18. Jh.               | Dreiseithof        | BW |
|                | Gasthof Bärenbad                                         | Dorfstraße 52 (Karte)                    | 18. Jh.-19. Jh.       | Gasthaus           | BW |
|                | Haltepunkt Etzenbach                                     | Etzenbach 1a (Karte)                     | 1917                  | Haltestelle        |    |
|                | Ehem Kapuzinerkloster                                    | Grunerner Straße 3 (Karte)               | 1683-1685             | Kloster            |    |
|                | Unteres Schloß, Ehem. Stadtschloß der Herren von Staufen | Hauptstraße 11 (Karte)                   |                       | Schloss            |    |
| Weitere Bilder | Rathaus                                                  | Hauptstraße 53 (Karte)                   |                       | Rathaus            |    |
|                | Wasserhochbehälter                                       | Im Süßtrunk                              | 1901                  | Wasserhochbehälter |    |
| Weitere Bilder | Kath. Pfarrkirche St. Martin                             | Kirchstraße 17 (Karte)                   | 15. Jh.               | Kirche             |    |
|                | Hofkapelle                                               | Kropbach, bei Nr. 4 (Karte)              | 1881                  | Kapelle            | BW |
|                | Kapelle                                                  | Krozinger Straße (Karte)                 | 19. Jh.               | Kapelle            | BW |
|                | Rinderlehof und Magdalenenkapelle                        | Krozinger Straße 1, 1a (Karte)           | 1586                  | Kapelle            | BW |
| Weitere Bilder | Ev. Martin-Luther-Kirche                                 | Münstertäler Straße 1 (Karte)            | 1898-1899             | Kirche             |    |
|                | Haltepunkt Staufen Süd                                   | Münstertäler Straße 20 (Karte)           | 1917                  | Haltestelle        | BW |
|                | Wohnhaus                                                 | St.-Johannesgasse 18 (Karte)             | 17. Jh.-18. Jh.       | Wohnhaus           |    |
| Weitere Bilder | St.-Johannes-Kapelle, Bruderhaus und Kreuzweg            | St.-Johannes-Kapelle 1 (Karte)           | 1684-1685             | Kapelle            |    |
| Weitere Bilder | Pfarrkirche St. Vitus                                    | Wettelbrunn, St.-Vitus-Straße 1 (Karte)  |                       | Kirche             |    |
|                | Ehem. Hafnerei, Keramik-Museum                           | Wettelbrunner Straße 3 (Karte)           | 1. Hälfte des 19. Jh. | Hafnerei           |    |
| Weitere Bilder | Friedhof und Sebastianskapelle                           | Staufen, Wettelbrunner Straße 15 (Karte) | 2. Hälfte des 16. Jh. | Friedhofskapelle   |    |